# Прапор комунізму (1919)
Прапор комунізму (пол. Sztandar Komunizmu) — польськомовна щоденна, а потім щотижнева газета, розрахована на комуністів і прибічників комунізму, які перебували в Радянській Україні. Виходила з березня по серпень 1919 року, спочатку в Харкові (№№ 1—28), а далі з новою нумерацією в Києві (числа від 1 до 3-4). Являла собою орган харківської групи Комуністичної робітничої партії Польщі, а потім орган Польської секції при Федерації закордонних груп Комуністичної партії (більшовиків) України. У підзаголовку зазначалося «Тижневик, присвячений справам комуністичного руху» (пол. Tygodnik poświęcony sprawom ruchu komunistycznego). У віньєтці містилося гасло «Пролетарі всіх країн, єднайтеся!» (пол. Proletaryusze wszystkich krajów łączcie się! — тогочасним польським правописом) та цитата з революційного бойового гімну польського пролетаріату «Червоний прапор»: «Наш прапор плине понад трони...» У Києві редакція цього видання сусідила з редакцією «Голосу комуніста». 1920 року періодичне видання з такою самою назвою видавалося також у Мінську і Смоленську.